# Corioretinitis
La corioretinitis és la inflamació de la coroide (capa vascular pigmentada i prima de l'ull) i de la retina de l'ull. És una forma d'uveïtis posterior. Si només s'inflama la coroide i no la retina, el trastorn s'anomena coroïditis. L'objectiu de l'oftalmòleg en el tractament d'aquest trastorn que potencialment pot dur a la ceguesa és eliminar la inflamació, minimitzant el risc potencial de la teràpia per al pacient.

## Clínica
Els símptomes poden incloure la presència de taques negres flotants, la visió borrosa, el dolor o envermelliment a l'ull, sensibilitat a la llum o llagrimeig excessiu.

## Causes
La coriorretinitis sol ser causada per la toxoplasmosi i infeccions per citomegalovirus (sobretot vist en immunodeficients en persones amb sida o en tractament amb fàrmacs immunosupressors). La toxoplasmosi congènita (que és produïda per transmissió transplacentària) també pot conduir a seqüeles com ara corioretinitis amb hidrocefàlia i calcificacions cerebrals. Altres possibles causes de corioretinitis són la sífilis, la sarcoïdosi, la tuberculosi i l'oncocercosi.

## Tractament
Es tracta amb una combinació de glucocorticoides i antibiòtics específics. Si hi ha una causa subjacent com la sida, caldrà també fer-ne el tractament.